# Стефан Баокен
Стефан Баокен (фр. Stéphane Bahoken, нар. 28 травня 1992, Грасс) — камерунський футболіст, нападник клубу «Касимпаша».
Виступав, зокрема, за клуби «Ніцца» та «Страсбур», а також національну збірну Камеруну.

## Клубна кар'єра
Народився 28 травня 1992 року в місті Грасс. Вихованець футбольної школи клубу «Ніцца».
У футболі дебютував 2011 року виступами за команду «Ніцца», до складу якого приєднався 2011 року. Відіграв за команду з Ніцци два сезони своєї ігрової кар'єри.
Протягом 2013—2014 років захищав кольори команди клубу «Сент-Міррен».
2014 року уклав контракт з клубом «Страсбур», у складі якого провів наступні чотири роки своєї кар'єри гравця.  Більшість часу, проведеного у складі «Страсбура», був основним гравцем атакувальної ланки команди.
До складу клубу «Анже» приєднався 2018 року. Станом на 6 липня 2019 року відіграв за команду з Анже 32 матчі в національному чемпіонаті.

## Виступи за збірні
2013 року дебютував у складі юнацької збірної Франції (U-20), загалом на юнацькому рівні взяв участь у 4 іграх, відзначившись одним забитим голом.
2018 року дебютував в офіційних матчах у складі національної збірної Камеруну.
У складі збірної був учасником Кубка африканських націй 2019 року в Єгипті.

## Титули і досягнення
- Бронзовий призер Кубка африканських націй: 2021